# Ursula Andressová
Ursula Andressová, (* 19. března 1936 Ostermundigen, kanton Bern) nepřechýleně Andress, je švýcarská herečka oceněná Zlatým glóbem a sex-symbol 60. let 20. století. Známou se stala díky roli Bond girl Honey Rider v první oficiální bondovce Dr. No z roku 1962. Bondovu dívku si zahrála i v neoficiálním filmu Casino Royale (1967), kde ztvárnila postavu Vesper Lyndové.

## Osobní a profesní kariéra
Narodila se do rodiny Švýcarky Anny a německého diplomata Rolfa Andressových. Otec byl z politických důvodů ze Švýcarska později vyhoštěn. Má čtyři sestry a jednoho bratra. Hovoří plynně anglicky, francouzsky, německy a italsky. Studovala v Bernu a Ženevě. Svou kariéru začala jako modelka v Paříži. První filmovou nabídku získala v Itálie. Ve Spojených státech byla poté některými označována za druhou Marlene Dietrichovou.
V roce 1957 se vdala za amerického herce Johna Dereka, který jí pomohl v kariéře. Po devíti letech ovšem následoval rozvod. Roku 1962 získala svou nejslavnější roli Honey Rider v první oficiální bondovce Dr. No, která jí zajistila slávu. Její hlas byl dabován herečkou Nikki van der Zylovou. Za roli získala Zlatý glóbus v kategorii Objev roku (1964). V roce 2003 diváci na Channel 4 zvolili její postavu v Dr. No na 1. místo mezi „100 nejvíce sexy filmovými momenty.“
Následovala práce s Frankem Sinatrou a Deanem Martinem na filmu Four for Texas (1963). Ve snímku Muž z Hongkongu (1965) se seznámila s Jeanem-Paulem Belmondem a navázala s ním osobní vztah. V roce 1965 nafotila sérii aktů pro časopis Playboy. Roku 1967 se pak objevila v další, tentokrát neoficiální bondovce Casino Royale, kde ztvárnila Bond girl Vesper Lyndovou. Na natáčení snímku Souboj Titánů (1981), kde hrála po boku herecké legendy Laurence Oliviera, se seznámila s mladším kolegou Harry Hamlinem. Z jejich vztahu se narodil syn Dimitrij.
V roce 1995 jí Empire magazine zařadil mezi „100 největších sexy symbolů historie filmu.“ Jejími životními partnery byli také Marlon Brando nebo James Dean. Od roku 1983 je jejím přítelem Lorenzo Rispoli.

## Herecká filmografie
| Rok       | Film                                       | Role                          | Poznámky                                         |
| --------- | ------------------------------------------ | ----------------------------- | ------------------------------------------------ |
| 1954      | Un americano a Roma                        |                               |                                                  |
| 1955      | La catena dell'odio                        |                               |                                                  |
| 1955      | Le avventure di Giacomo Casanova           |                               |                                                  |
| 1962      | Dr. No                                     | Honey Ryder                   |                                                  |
| 1963      | Fun in Acapulco                            | Marguerita Dauphin            |                                                  |
| 1963      | Čtyři z Texasu                             | Maxine Richter                |                                                  |
| 1965      | Aspoň jednou než zemřu                     | Alex                          |                                                  |
| 1965      | Nightmare in the Sun                       | Wife                          |                                                  |
| 1965      | Ona                                        | Ayesha                        |                                                  |
| 1965      | Co je nového, kočičko?                     | Rita                          | alternativní název: Co je nového, kotě?          |
| 1965      | Les Tribulations d'un chinois en Chine     | Alexandrine Pinardel          |                                                  |
| 1965      | La decima vittima                          | Caroline Meredith             | anglický název: The 10th Victim                  |
| 1966      | Modrý Max                                  | Countess Kaeti von Klugermann |                                                  |
| 1967      | Casino Royale                              | Vesper Lynd/007               |                                                  |
| 1968      | Le dolci signore                           | Norma                         |                                                  |
| 1969      | The Southern Star                          | Erica Kramer                  |                                                  |
| 1970      | Perfect Friday                             | Britt                         |                                                  |
| 1971      | Rivalové pod rudým sluncem                 | Cristina                      | alternativní názvy: Krvavé slunce/ Rudé slunce   |
| 1972      | Five Against Capricorn                     |                               |                                                  |
| 1973      | L'ultima chance                            | Michelle Nolton               |                                                  |
| 1974      | Colpo in canna                             | Nora Green                    |                                                  |
| 1975      | L'infermiera                               | Anna                          |                                                  |
| 1975      | Africký express                            | Madeleine Cooper              |                                                  |
| 1975      | Le avventure e gli amori di Scaramouche    | Josephine De Beauharnais      |                                                  |
| 1976      | Safari Express                             | Miriam                        |                                                  |
| 1976      | Spogliamoci così senza pudor               |                               | anglický název: Sex With A Smile 2               |
| 1978      | Kanibalové 2                               | Susan Stevenson               | anglický název: The Mountain of the Cannibal God |
| 1978      | Doppio delitto                             | Principessa Dell'Orso         | anglický název: Double Murder                    |
| 1979      | Železná maska                              | Louise de la Vallière         |                                                  |
| 1979      | Tygřice                                    | Stroller a vdova              | anglický název: Tigers in Lipstick               |
| 1981      | Souboj Titánů                              | Aphrodite                     |                                                  |
| 1982      | Mexiko v plamenech – Rudé zvony            | Mabel Dodge                   |                                                  |
| 1983      | Manimal                                    | Karen                         | TV                                               |
| 1985      | Liberté, égalité, choucroute               | Marie-Antoinette              |                                                  |
| 1986      | Peter the Great                            | Athalie                       | televizní seriál                                 |
| 1987–1988 | Falcon Crest                               | Madame Malec                  | televizní seriál                                 |
| 1988      | Klassäzämekunft                            |                               |                                                  |
| 1989      | Man Against the Mob: The Chinatown Murders | Betty Starr                   | TV                                               |
| 1989      | Il Professore – Diva                       | Susy Kaminski                 | TV                                               |
| 1993      | Princezna Fantaghirò 3                     | Xellesia                      | televizní film                                   |
| 1994      | Princezna Fantaghirò 4                     | Xellesia                      | televizní film                                   |
| 1996      | Alles gelogen                              |                               |                                                  |
| 1997      | Cremaster 5                                | Královna Chain                |                                                  |
| 2005      | Die Vogelpredigt                           |                               |                                                  |